# 麦倉哲
麦倉 哲（むぎくら てつ、1955年7月27日 - ）は日本の社会学者。ホームレス自立支援、福祉のまちづくり、多文化共生のまちづくり、いじめ自殺、放火、暴力バーの研究、スウェーデン研究などの研究者。東京女学館大学教授を経て岩手大学教育学部社会科教育教授。

## 略歴
群馬県出身。早稲田大学政経学部卒。立教大学大学院社会学研究科博士前期課程修了。早稲田大学大学院文学研究科社会学専攻後期博士単位取得退学。博士（人間科学　早稲田大学）。
目黒区住宅政策審議会、町田市公民館運営審議会委員、NPOふるさとの会理事を務める。

## 主な所属学会
日本社会学会、日本犯罪社会学会、日本都市学会、地域社会学会、日本社会病理学会、関東都市学会、公衆衛生学会、日本住宅会議

## 主要著書・論文
- 『ホームレス自立支援システムの研究』（第一書林、2006年）

＜共著＞
- 『都市社会とリスク』（東信堂、2005年）
- 『差別と環境問題の社会学』（新曜社、2003年）
- 『公共を支える民』（コモンズ、2001年）など